# Медаль «За освобождение Трансильвании»
Памятная медаль «За освобождение Трансильвании» (венг. Erdélyi Emlékérem) — награда Королевства Венгрия. 
Медаль учреждена 30 августа 1940 года регентом Миклошем Хорти для награждения чинов армии, полиции и жандармерии, участвовавших в захвате земель, полученных от Королевства Румыния на основании второго Венского арбитража, по которому Венгрии были переданы северная часть Трансильвании и часть Мармароша и Кришаны.
Ныне упразднена.

## Описание награды
Изготовленная из серого металла медаль имеет форму круга диаметром 36 мм.
На аверсе находится рельефное изображение Матьяша I,  короля Венгрии в XV веке, при правлении которого Трансильвания входила в состав Венгрии.
Это изображение обрамлено надписью на венгерском языке : ERDÉLYI RÉSZEK FELSZABADULÁSÁNAK EMLÉKÉRE 1940 (рус. Памятная медаль в честь освобождения части Трансильвании 1940). 
На реверсе изображён герб Трансильвании, по боковым его сторонам надпись MÁTYÁS KIRÁLY SZÜLETÉSÉNEK 500. ÉVFORDULÓJÁN, (рус. 500 лет со дня рождения короля Матьяша). Герб обрамлён надписью VITÉZ NAGYBÁNYAI HORTHY MIKLÓS KORMÁNYZÓ ORSZÁGLÁSÁNAK XX. ÉVÉBEN . (рус. В XX год правления Миклоша Хорти, Витязя Надьбаньяи).
Лента медали шириной 41 мм, из муаровой ткани голубого цвета. Колодка традиционной для Австрии и Венгрии треугольной формы.

## Правила ношения
Медаль носили на левой стороне мундира, между памятными медалями «За освобождение Северной Венгрии» (венг. Felvidéki Emlékérem) и «За освобождение Южной Венгрии» (венг. Délvidéki Emlékérem)

## Известные награждённые
- граф Дьюла Чеснеки де Милвань